# Mydas sculleni
Mydas sculleni is een vliegensoort uit de familie Mydidae. De wetenschappelijke naam van de soort is voor het eerst geldig gepubliceerd in 1989 door Wilcox, Papavero & Pimentel.
De soort komt voor in Mexico.